# سرخكان (قيلاب)
سرخکان (بالفارسية: سرخکان) هي قرية تقع في قسم قيلاب الريفي، بمقاطعة أنديمشك التابعة لمحافظة خوزستان، إيران. يقدر عدد سكانها بـ 347 نسمة حسب الإحصاء السكاني الذي تمّ في عام 2006.